# I passeggeri
I passeggeri è un film del 1999 diretto da Jean-Claude Guiguet.
Il film è stato proiettato nella sezione Un Certain Regard al Festival di Cannes 1999.

## Trama
La storia si basa sulla vita quotidiana dei passeggeri che prendono il nuovo tram tra Saint-Denis e Bobigny.